# سنت رز (ایلینوی)
سنت رز (به انگلیسی: Saint Rose) یک روستا در ایالات متحده آمریکا است که در شهرستان کلینتون، ایلینوی واقع شده‌است. سنت رز ۱۵۲٫۱ متر بالاتر از سطح دریا واقع شده‌است.